# 圣马丁代尚 (约讷省)
圣马丹德尚（法語：Saint-Martin-des-Champs，法語發音：[sɛ̃ maʁtɛ̃ de ʃɑ̃] ⓘ）是法国勃艮第-弗朗什-孔泰大区约讷省的一个市镇，属于欧塞尔区。

## 地理
圣马丹德尚（47°39'25"N, 3°2'4"E）面积34.22 平方千米，位于法国勃艮第-弗朗什-孔泰大區约讷省，该省份为法国中北部内陆省份，西接卢瓦雷省，西北接塞纳-马恩省，南至涅夫勒省，东临科多尔省，东北与奥布省接壤。
与圣马丹德尚接壤的市镇（或旧市镇、城区）包括：圣普里韦、拉沃、圣法尔若。
圣马丹德尚的时区为UTC+01:00、UTC+02:00（夏令时）。

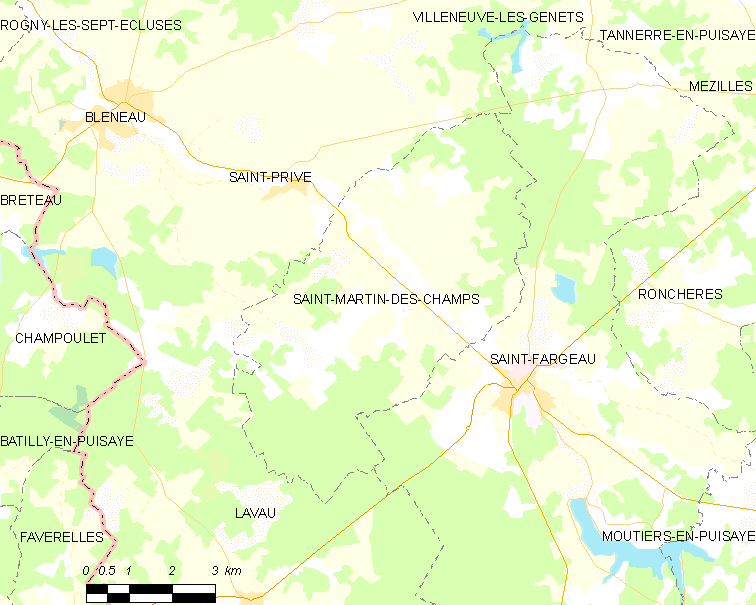
圣马丹德尚的OSM定位图

## 行政
圣马丹德尚的邮政编码为89170，INSEE市镇编码为89352。

## 政治
圣马丹德尚所属的省级选区为皮赛中心县。

## 人口

1962-2008年间圣马丹德尚人口变化图示

圣马丹德尚于2022年1月1日时的人口数量为259人。